# Prueba nuclear de Corea del Norte de 2013
En respuesta a la resolución 2087 del Consejo de Seguridad de la ONU solicitada por Estados Unidos, que sancionó a Corea del Norte por el lanzamiento del satélite Kwangmyongsong-3 2., el país socialista realizó en febrero de 2013 una prueba nuclear que llevó a Estados Unidos a solicitar nuevamente al Consejo de Seguridad la aplicación de más sanciones contra el gobierno norcoreano.

## El ensayo
Pese a las restricciones de la ONU, a las 11:57:51 (UTC+9) del 12 de febrero de 2013, Corea del Norte realizó un ensayo nuclear subterráneo. La prueba atómica fue la más poderosa en la historia del país y ocasionó un sismo estimado entre los 4'9 y 5'2 grados en la escala de Richter, según los reportes del Servicio Geológico de los Estados Unidos y sus semejantes de China, Corea del Sur y Japón. Las coordenadas del epicentro fueron 41°18′N 129°05′E / 41.30, 129.08, ubicadas en el condado de Kilju, donde se encuentra la zona de pruebas atómicas de Punggye-ri.
El tercer ensayo atómico que llevaba a cabo Corea del Norte, tras los realizados en 2006 y 2009, supuso un desacato a las resoluciones del Consejo de Seguridad de la ONU. El país socialista desafió a sus opositores con este ensayo nuclear, además, declaró estar igualado militarmente contra ellos y que estaba listo para responder en caso de cualquier ataque. Corea del Norte justifica su programa nuclear considerándolo una medida de defensa propia con la que se garantizaba su soberanía contra las políticas hostiles de Estados Unidos, apoyadas por su aliado, Corea del Sur.

## Reacciones

### Estados soberanos
- Corea del Norte — El gobierno norcoreano sostuvo que las pruebas nucleares eran una respuesta a la política hostil de EE. UU. contra su nación y a las sanciones que occidente había impuesto por el lanzamiento del satélite Kwangmyŏngsŏng-3.[6][7] El gobierno de Corea del Norte se había separado del Tratado de No Proliferación Nuclear en 2003.

- Corea del Sur — Corea del Sur condenó el ataque, y afirmó que tanto Washington como Pekín fueron previamente avisados de esta prueba atómica.

- Estados Unidos — El presidente Barack Obama aseguró que la prueba era «una provocación» y apeló a unas «rápidas» y «creíbles» respuestas de la comunidad internacional, añadiendo que «los Estados Unidos llevarán a cabo las medidas necesarias para defender a sus aliados. Y lo hará en coordinación con sus socios.».

- Reino Unido — William Hague, ministro de Exteriores, condenó «enérgicamente» la prueba nuclear de Corea del Norte y anunció que su Gobierno apoyaría una «fuerte respuesta» en el Consejo de Seguridad de Naciones Unidas.

- Rusia — Rusia condenó «firmemente» la prueba nuclear, considerando el hecho como una violación de las resoluciones de la ONU. «Condenamos estas acciones y, junto al lanzamiento de un cohete balístico llevado a cabo a principios (de diciembre), creemos que son una violación de las resoluciones del Consejo de Seguridad», dijo una fuente del Ministerio de Exteriores a la agencia de noticias Interfax.

- China — Pese a considerar aceptables las sanciones contra Corea del Norte y disminuir su ayuda al país,[8] el gobierno chino declaró que no abandonaría a Corea del Norte, ya que según China las sanciones del Consejo de Seguridad de la ONU no eran la vía adecuada para resolver el conflicto y la única solución correcta era mantener las negociaciones y atender a las preocupaciones de todas las partes implicadas de una forma equilibrada.[9]

### Organismos internacionales
- Organización de las Naciones Unidas — El secretario general de Naciones Unidas, Ban Ki-moon, mencionó que la prueba nuclear «clara y grave violación de las resoluciones del Consejo de Seguridad». También declaró que confiaba en que 15 miembros adoptaran las «acciones adecuadas».[3]